# Elachocharax
Elachocharax – rodzaj ryb promieniopłetwych z podrodziny Characidiinae w obrębie rodziny Crenuchidae.

## Zasięg występowania
Rodzaj obejmuje gatunki występujące w słodkich wodach Ameryki Południowej (Kolumbia, Brazylia, Wenezuela, Ekwador, Boliwia i Peru). 

## Morfologia
Długość ciała do 2,3 cm.

## Systematyka
Rodzaj zdefiniował w 1927 roku amerykański ichtiolog i herpetolog George Sprague Myers na łamach Bulletin of the Museum of Comparative Zoology at Harvard College. Na gatunek typowy Myers wyznaczył (oryginalne oznaczenie) E. pulcher.

### Etymologia
- Elachocharax: gr. ελαχυς elakhus ‘mały, drobny, krótki’; rodzaj Charax Scopoli, 1777[1].
- Geisleria: Rolf Geisler (1925–2012), niemiecki ichtiolog[2]. Typ nomenklatoryczny: Geisleria junki Géry, 1971.

### Podział systematyczny
Do rodzaju należą następujące gatunki:
- Elachocharax geryi Weitzman & Kanazawa, 1978
- Elachocharax junki (Géry, 1971)
- Elachocharax mitopterus Weitzman, 1986
- Elachocharax pulcher Myers, 1927